# Radial (Uruguay)
Radial est une ville de l'Uruguay située dans le département de San José. Sa population est de 187 habitants.

## Infrastructure
Les routes 1 et 3 sont importants dans cette ville.

## Population
| Année | Population |
| ----- | ---------- |
| 1963  | -          |
| 1975  | -          |
| 1985  | -          |
| 1996  | -          |
| 2004  | 187        |

Référence,.